# Protoschizomus rowlandi
Espèce
Protoschizomus rowlandi est une espèce de schizomides de la famille des Protoschizomidae.

## Distribution
Cette espèce est endémique de l'État de San Luis Potosí au Mexique,. Elle se rencontre vers Ciudad Valles.

## Description
Le mâle holotype mesure 4,64 mm et la femelle paratype 4,20 mm.

## Étymologie
Cette espèce est nommée en l'honneur de J. Mark Rowland.

## Publication originale
- Cokendolpher & Reddell, 1992 : Revision of the Protoschizomidae (Arachnida: Schizomida) with notes on the phylogeny of the order. Texas Memorial Museum Speleological Monograph, vol. 3, p. 31-74.